# Chaim Hirszman
Chaim Hirszman (ur. 24 października 1912 w Janowie Lubelskim, zm. 20 marca 1946 w Lublinie) – polski Żyd, jedna z dwóch osób, co do których istnieje pewność, że udało im się ocaleć z obozu zagłady w Bełżcu, partyzant Armii Ludowej, po wojnie funkcjonariusz Milicji Obywatelskiej i Urzędu Bezpieczeństwa, został zabity przez członków młodzieżowej organizacji antykomunistycznej.

## Życiorys

### Młodość
Był synem Jankiela Lejby Hirszmana i Chaji z d. Hochman. Ukończył sześć klas szkoły powszechnej, a następnie odbył trzyletni kurs przy Zawodowej Szkole Dokształcającej w Janowie Lubelskim. Od 14. roku życia pracował jako blacharz w warsztacie ojca. Miał dwóch braci i siostrę.
W 1928 roku wstąpił do młodzieżówki socjalistycznego Bundu. W 1932 roku został członkiem Komunistycznego Związku Młodzieży Polski. W organizacji tej pełnił funkcję technika komórki wychowawczo-politycznej. W 1936 roku został powołany w szeregi Wojska Polskiego. Roczną zasadniczą służbę wojskową odbył w 8 pułku piechoty Legionów w Lublinie. Ukończył wtedy szkołę podoficerską, uzyskując stopień kaprala. Powróciwszy do cywilnego życia, został sekretarzem komitetu miejskiego Międzynarodowej Organizacji Pomocy Rewolucjonistom w Janowie Lubelskim.

### II wojna światowa
Zmobilizowany w szeregi polskiej armii, walczył w kampanii wrześniowej 1939 roku. Jego jednostka została rozbita przez Armię Czerwoną w okolicach Kowla. Zdołał powrócić do rodzinnego Janowa, który znalazł się pod niemiecką okupacją. Poślubił osiem lat młodszą Sarę Morel, z którą miał syna Sewka (ur. 1941).
Jesienią 1942 roku Niemcy przystąpili do likwidacji żydowskich gett w powiecie janowskim. Jej pierwszym etapem było przesiedlenie żydowskiej ludności do „getta tranzytowego” w Zaklikowie. Niewykluczone, iż rodzina Hirszmanów nie podporządkowała się temu zarządzeniu, usiłując ukryć się w Kraśniku. Ostatecznie 2 listopada zostali wywiezieni w transporcie z Zaklikowa do obozu zagłady w Bełżcu. Zaraz po przybyciu do obozu Sara i Sewek zginęli w komorze gazowej. Chaim ocalał, gdyż w czasie „selekcji” został wybrany do pracy w obozowych komandach roboczych. Jak sam twierdził, zdecydowała o tym jego wojskowa postura, która zwróciła uwagę esesmanów. Jedną z pierwszych prac, które musiał wykonać, było obcięcie włosów martwej żonie oraz innym zagazowanym wraz z nią kobietom. Później pracował w obozowej sortowni, a następnie jako ogrodnik i blacharz.
W czerwcu 1943 roku obóz został zlikwidowany. Hirszman zdołał uciec z pociągu, którym Niemcy wywieźli ostatnią grupę więźniów do obozu zagłady w Sobiborze. Początkowo ukrył się w Janowie lub w jego okolicach, u nieznanego z nazwiska polskiego znajomego. Według relacji dalekiego krewnego miał także przebywać przez pewien czas w oddziale partyzanckim Armii Krajowej. W marcu 1944 roku wstąpił w szeregi 1 Brygady Armii Ludowej im. Ziemi Lubelskiej. Trzy miesiące później został ranny w czasie bitwy w lasach lipskich i janowskich. Według relacji żony walcząc w szeregach komunistycznej partyzantki, miał zabić 29 Niemców. Został odznaczony orderem Krzyża Grunwaldu. Był jednym z zaledwie dwóch uciekinierów z Bełżca, o których można z całą pewnością powiedzieć, że udało im się doczekać końca okupacji. Niemal cała jego rodzina zginęła w czasie wojny.

### Służba w komunistycznym aparacie bezpieczeństwa
Po wkroczeniu Armii Czerwonej wstąpił do Milicji Obywatelskiej. Początkowo służył jako posterunkowy w Kraśniku, później w szeregach batalionu operacyjnego Komendy Głównej MO. W listopadzie 1944 roku złożył podanie o przeniesienie do Urzędu Bezpieczeństwa, które zostało pozytywnie rozpatrzone. W randze plutonowego służył w Wojewódzkim Urzędzie Bezpieczeństwa Publicznego w Lublinie. Początkowo jako wywiadowca prowadził działalność operacyjną w pięciu państwowych przedsiębiorstwach. W czerwcu 1945 roku został przeniesiony na stanowisko referenta w wydziale do walki z bandytyzmem. Zajmował się m.in. rozpracowywaniem oddziału Hieronima Dekutowskiego ps. „Zapora”. Wstąpił do Polskiej Partii Robotniczej. W czasie służby w lubelskim WUBP poślubił Polę Kaminer z Biłgoraja, podobnie jak on ocalałą z Zagłady.
W niektórych polskich publikacjach można znaleźć informację, że Hirszman był gorliwym funkcjonariuszem, stanowiącym poważne zagrożenie dla podziemia niepodległościowego. Z dokumentów WUBP w Lublinie wynika jednak, że nie wykazywał się specjalną aktywnością, a przełożeni negatywnie oceniali jego pracę. W ocenie tych ostatnich Hirszman cieszył się także złą opinią wśród kolegów.
Hirszman trzykrotnie składał podanie o zwolnienie ze służby, motywując je sytuacją rodzinną i złym stanem zdrowia. Prawdopodobnie planował emigrację z Polski. Ostatecznie decyzją z 21 lutego 1946 roku został z dniem 1 marca zwolniony z pracy w Urzędzie Bezpieczeństwa, oficjalnie z powodów zdrowotnych. Służbę zakończył w stopniu podoficerskim.

### Śmierć
19 marca 1946 roku Hirszman udał się do Wojewódzkiej Żydowskiej Komisji Historycznej w Lublinie, aby złożyć relację na temat swego pobytu w Bełżcu. Zeznania zakończył na opisie pierwszego dnia w obozie, zamierzając kontynuować relację następnego dnia. Tego wieczora został jednak śmiertelnie postrzelony w swoim mieszkaniu przy ul. Granicznej 1d. Zmarł w szpitalu wojskowym w godzinach porannych 20 marca. Prawdopodobnie został pochowany na nowym cmentarzu żydowskim w Lublinie. Tydzień wcześniej Pola Hirszman urodziła syna i w chwili śmierci męża przebywała wciąż w szpitalu.
Pola zdołała częściowo uzupełnić niedokończoną relację Hirszmana dla WŻKH, gdyż mąż opowiadał jej o swoich obozowych przeżyciach. Wraz z synem Henrykiem przeniosła się wkrótce do Gdańska, a następnie wyemigrowała z Polski.
W publikacjach zagranicznych winą za śmierć Hirszmana obarcza się zazwyczaj „polskich antysemitów”. W rzeczywistości zabójstwo miało jednak charakter polityczny. Sprawcami byli czterej polscy nastolatkowie, z których jeden, Janusz Pałkowski, był sąsiadem Hirszmana. Należeli oni do „Tajnej Organizacji Wojskowej” – kilkunastoosobowej młodzieżowej organizacji konspiracyjnej, powiązanej z poakowskim skrzydłem antykomunistycznego podziemia. W maju 1946 roku w ręce Urzędu Bezpieczeństwa wpadł jeden z zamachowców, Jerzy Fryze. W czasie śledztwa przyznał, że oddał do Hirszmana śmiertelny strzał, gdy zobaczył, jak ten „sięga ręką do kieszeni”. Zeznał także, że celem spontanicznie przeprowadzonej akcji było zdobycie broni, którą według Pałkowskiego ofiara miała jakoby przechowywać w mieszkaniu. W czasie procesu Fryze częściowo zmienił swoje zeznania. Utrzymywał, że akcję przeprowadzono na rozkaz przełożonych z podziemnej organizacji, a on sam oddał śmiertelny strzał, gdyż Hirszman sięgnął po pistolet. Mimo iż brakowało dowodów, że zabity posiadał jakąkolwiek broń, sędziowie zaakceptowali wyjaśnienia oskarżonego, doszukując się w nich okoliczności łagodzących. W konsekwencji wyrokiem Wojskowego Sądu Rejonowego w Lublinie z 16 listopada 1946 roku Fryze został skazany na karę dożywotniego więzienia. Kilka miesięcy później na skutek amnestii wyrok został zmniejszony do 15 lat pozbawienia wolności. Dzięki kolejnej amnestii Fryze wyszedł na wolność w czerwcu 1956 roku, spędziwszy w więzieniu nieco ponad 10 lat. Pozostali zamachowcy zbiegli z Lublina i zdołali uniknąć aresztowania.
W kwietniu 1994 roku wyrok wydany przez Wojskowy Sąd Rejonowy został unieważniony postanowieniem Sądu Wojewódzkiego w Lublinie, który uznał, że Fryze „został skazany za czyny związane z działalnością na rzecz niepodległego bytu Państwa Polskiego”. W trakcie postępowania Fryze oraz występujący w charakterze świadka Edmund Włodkiewicz (dowódca akcji w mieszkaniu Hirszmana) przedstawiali zabitego jako „wsławionego okrucieństwem” oprawcę z UB, torturującego więźniów przetrzymywanych na Zamku w Lublinie. Obaj zeznali, że celem akcji było przekazanie Hirszmanowi ostrzeżenia, że zostanie ukarany śmiercią, jeśli nadal będzie znęcał się nad więźniami. Fryze zeznał przy tym, że zataił ten fakt w czasie śledztwa i procesu w 1946 roku, wskazując wtedy jako cel akcji zdobycie broni Hirszmana, gdyż obawiał się, że w przeciwnym wypadku zostałby mu wymierzony surowszy wymiar kary. Akcja zakończyć się miała śmiertelnym postrzeleniem Hirszmana, gdyż ten na widok konspiratorów sięgnął pod broń. Wersja wydarzeń przedstawiona przez obu kombatantów została uznana przez sąd za wiarygodną, a później była przytaczana w pracach niektórych polskich historyków, chociaż zdaniem Dariusza Libionki zawiera liczne sprzeczności i niekonsekwencje.